# 桟橋通一丁目停留場
桟橋通一丁目停留場（さんばしどおりいっちょうめていりゅうじょう）は、高知県高知市桟橋通一丁目にあるとさでん交通桟橋線の路面電車停留場。

## 歴史
当停留場は1904年（明治37年）、帯田停留場（おびたていりゅうじょう）として梅の辻 - 桟橋間の開通と同時に開業した。停留場名は1938年（昭和13年）に桟橋通二丁目停留場（さんばしどおりにちょうめていりゅうじょう）へと改称。このとき、当停留場と梅の辻停留場の間にあった鏡川町通停留場が当停留場に先んじて桟橋通一丁目停留場に改称している。この初代桟橋通一丁目停留場は1955年（昭和30年）に廃止、代わってこのときより当停留場が桟橋通一丁目を名乗るようになった。また、それまで当停留場が名乗っていた桟橋通二丁目は、同じ日より南隣の停留場が称するようになった。

### 年表
- 1904年（明治37年）5月2日：土佐電気鉄道の帯田停留場として開業[1]。
- 1930年（昭和5年）10月21日：停留場の移設が認可される[1]。
- 1934年（昭和9年）4月25日：梅の辻との間に鏡川町通停留場の開業が認可される[1]。
- 1938年（昭和13年）2月1日：桟橋通二丁目停留場に改称[1][2]。鏡川町通停留場は桟橋通一丁目停留場へ改称（初代）[1]。
- 1955年（昭和30年）6月20日：初代桟橋通一丁目停留場が廃止、当停留場が桟橋通一丁目停留場に改称[1][2]。
- 2014年（平成26年）10月1日：土佐電気鉄道が高知県交通・土佐電ドリームサービスと経営統合し、とさでん交通が発足[3]。とさでん交通の停留場となる。

## 停留場構造
桟橋線の軌道は道路上に敷かれた併用軌道であり、道路上にホームが設けられる。ホームは2面あり、南北方向に伸びる2本の線路を挟み込むように配される。ただし互いのホーム位置は交差点を挟んで離れていて、交差点の南に桟橋方面行き、北に高知駅方面行きのホームがある。

## 停留場周辺
- 潮江市民図書館
- 高知県道34号桂浜はりまや線
- 「桟橋通一丁目」バス停留所
- 高知銀行南支店
- 浄信寺
- 高知市青年センター

## 隣の停留場
とさでん交通
桟橋線
梅の辻停留場 - 桟橋通一丁目停留場 - 桟橋通二丁目停留場